# Tom McKean
Tom McKean (Bellshill, Reino Unido, 27 de octubre de 1963) es un atleta británico retirado especializado en la prueba de 800 m, en la que ha conseguido ser campeón europeo en 1990.

## Carrera deportiva
En el Campeonato Europeo de Atletismo de 1990 ganó la medalla de oro en los 800 metros, con un tiempo de 1:44.76 segundos, llegando a meta por delante del también británico David Sharpe y del polaco Piotr Piekarski (bronce).